# مرصع خانم

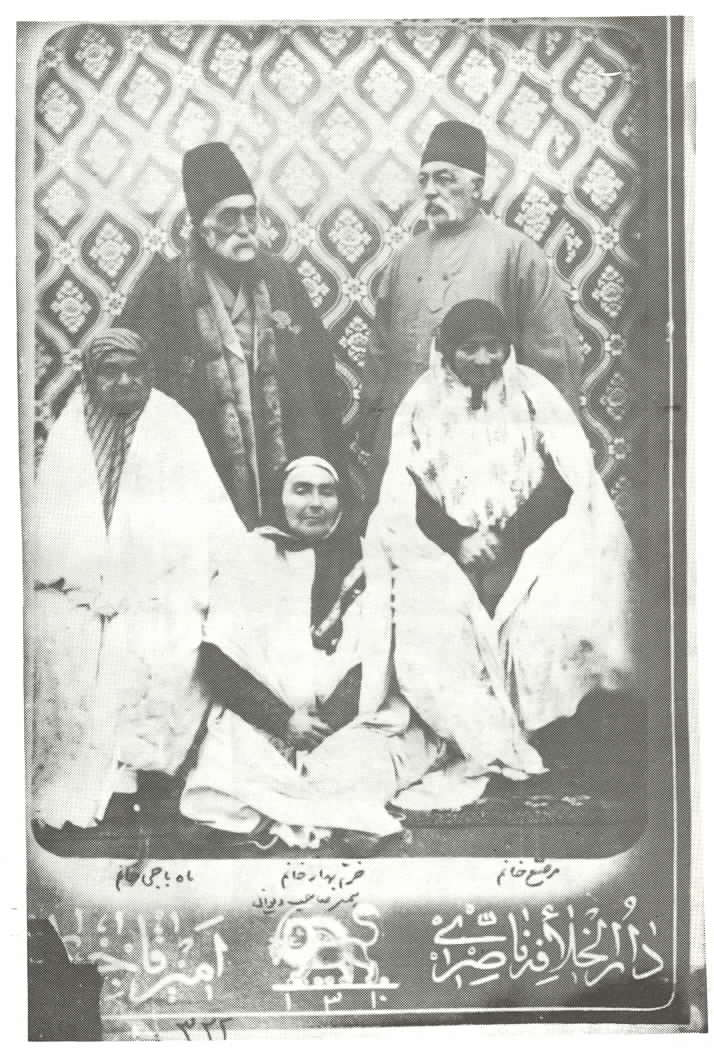
مرصع خانم به همراه برادران و خواهرانش نشسته از راست: مرصع‌خانم، خرم‌بهارخانم، ماه‌باجی‌خانم ایستاده از راست:جهانسوز میرزا، سلطان احمد میرزا عضدالدوله

مرصع خانم شاهزاده قاجار و دختر فتحعلی‌شاه و تاج‌الدوله بود.
او با محمدقلی‌خان آصف‌الدوله ازدواج کرد و صاحب فرزندانی شد.